# 2345meia78
"2345meia78" é uma canção do rapper brasileiro Gabriel o Pensador, contida no álbum Quebra-Cabeça, de 1997. A canção foi composta a partir de um sample de "Good Times", do Chic, contando a história de um homem que decide ligar para todas as mulheres de seu caderno de telefones a partir de um telefone público. Gabriel disse ter escrito a música "meio na brincadeira" em 1996, e com algumas das experiências vindo do que passou com sua vida, acrescendo que "a letra serve para todo mundo, para mulher, para gay, hoje todo mundo sai na caça". Rapidamente se tornou um sucesso, sendo uma das canções mais reconhecidas de Gabriel ficando em 17º lugar entre as músicas mais tocadas de 1997. O single atingiu o 11º lugar entre as melhores músicas do Brasil em 1997.
Uma consequência do sucesso foi que telefones com o número do título (2345meia78), frequentemente repetido no refrão, foram vítimas de muitos trotes. Comerciantes relataram à Folha de S.Paulo que recebiam centenas de trotes diariamente e que estavam cogitando processar a gravadora de Gabriel. Gabriel disse que não queria criar um número telefônico específico, mas apenas a imagem "dos números dançando em volta da cabeça do meu personagem", e pediu aos ouvintes para que "procurem o caderninho com as garotas conhecidas e liguem para elas, não percam tempo com esse número, pois não vão conseguir nada". Outra polêmica esteve em torno da imitação da mensagem de "número não encontrado" da TELERJ, que levou a um processo da jornalista Cláudia Cruz, responsável pela gravação original.
Participam do clipe a atriz Rita Guedes e a modelo Cristina Mortágua.

## Créditos
- Voz: Gabriel o Pensador
- Bateria, percussão e sampler: Memê
- Baixo: Dunga
- Fender Rhodes: Hiroshi Mizutane
- Coro: Gabriel, Tiago Mocotó, Tito, Tico, DJ Cléston
- Vozes: Aninha, Gabriel, Memê, Heloisa Ramalho, Renato Luiz, Glaucia Araujo

## Desempenho nas paradas
| País/Parada musical | Posição |
| ------------------- | ------- |
| Brasil - Hot 100    | 17      |
| Brasil - Top 100    | 11      |